# Carbon Hill (Alabama)
Carbon Hill es una ciudad ubicada en el condado de Walker, Alabama, Estados Unidos. Según el censo de 2020, tiene una población de 1769 habitantes.

## Demografía
En el 2000 el ingreso promedio de los hogares era de $20,861 y el ingreso promedio de las familias era de $25,556. El ingreso per cápita para la localidad era de $12,100. Los hombres tenían un ingreso per cápita de $23,241 contra $15,170 para las mujeres.
Según la estimación 2015-2019 de la Oficina del Censo, el ingreso promedio de los hogares es de $28,864 y el ingreso promedio de las familias es de $43,833.

## Geografía
La localidad está ubicada en las coordenadas 33°53′42″N 87°31′19″O / 33.89500, -87.52194 (33.894991, -87.522078).
Según la Oficina del Censo de los EE. UU., la ciudad tiene un área total de 5.59 millas cuadradas (14.46 km²).